# Loi sur les sûretés relatives aux biens personnels
Une Loi sur les sûretés relatives aux biens personnels (en anglais : Personal Property Securty Act) est une loi adoptée par l'une ou l'autre des neuf provinces de common law du Canada, dans le domaine du droit des sûretés de common law.
Seules trois provinces de common law sur neuf traduisent leurs lois vers le français. Parmi celles-ci, le Manitoba et le Nouveau-Brunswick utilisent le titre français Loi sur les sûretés relatives aux biens personnels, tandis que l'Ontario utilise le titre Loi sur les sûretés mobilières. Le territoires fédéraux du Yukon, du Nunavut ainsi que les Territoires du Nord-Ouest ont une loi équivalente, qui est par ailleurs disponible en version française. 
Au Québec, les règles en matière de droit des sûretés sont au livre sixième du Code civil du Québec. Il existe des différences importantes entre les PPSA et le droit civil en matière de sûretés. 